# 화산탄

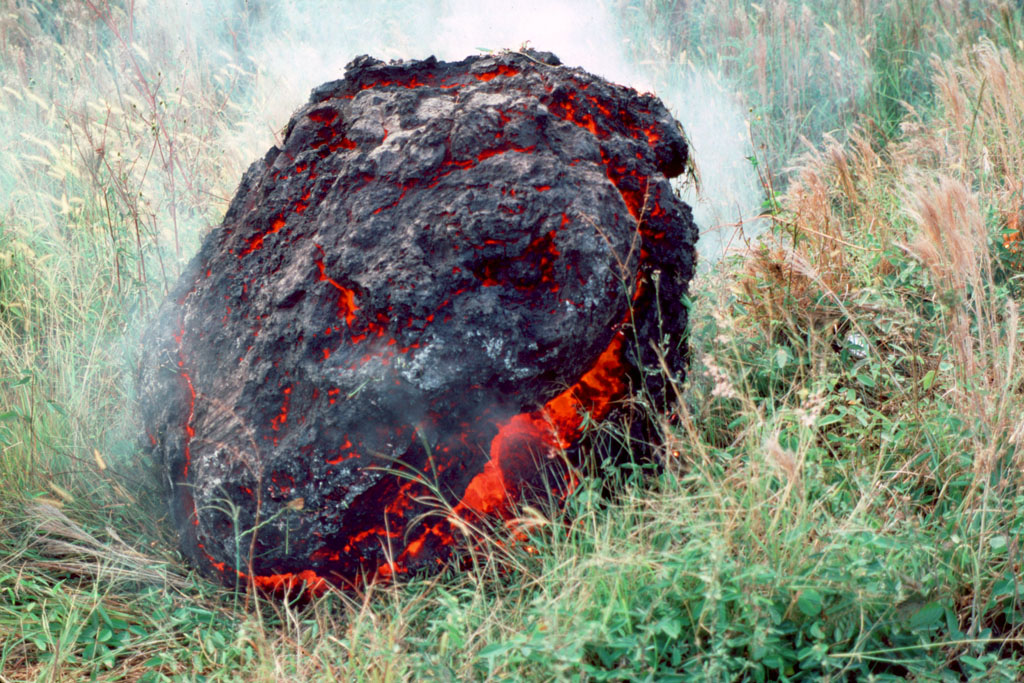
1983년 하와이주 킬라우에아산에서 적출된 용암탄

화산탄 또는 용암탄은 화산이 분출 중에 용암 점성을 분출할 때 생기는 지름 64밀리미터를 초과하는 테프라이다. 화산탄은 화산을 떠나면 식기 때문에 화성암이 된다. 화산탄은 분출지로부터 수킬로미터를 날아올 수 있으며 비행 중에는 공기역학적 모양을 취하는 경우가 많다. 화산탄은 크기가 매우 크다. 일본 아사마산의 1935년 분출 당시 화산탄의 지름은 5~6미터, 최대 600미터에 이르렀다.